# Marguerite Poradowska

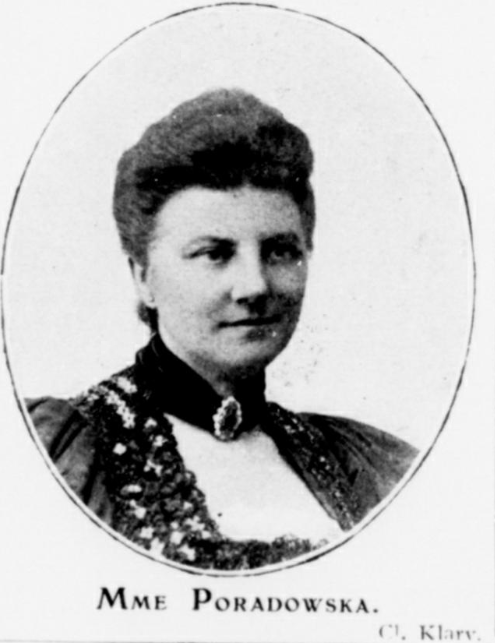
Poradowska in 1905

Marguerite Poradowska, geboren als Marguerite Blanche Marie Gachet de la Fournière (Elsene, 12 maart 1848 – Château de Montgoublin, Saint-Benin-d'Azy, 1937) was een Belgisch auteur.

## Leven
Marguerite Blanche Marie Gachet de la Fournière was de dochter van mediëvist Emile Gachet (1809–1857) en Françoise Jouvenel (1825–1904), twee Fransen uit Rijsel. Haar vader was in 1834 voor zijn loopbaan naar Brussel geëmigreerd en had de naturalisatie bekomen. Marguerite en haar broer Charles-Louis verloren hun vader op jonge leeftijd. Hun moeder onderhield het gezin als lerares. Marguerite was een nicht van dokter Paul Gachet, de kunstverzamelaar die bevriend was met Van Gogh, Pissarro en Cézanne.
Poradowska was de grote liefde van Karel Buls, de latere burgemeester van Brussel. Na een vijfjarige verloving trouwde ze in 1874 echter met de Litouwse edelman Aleksandr Poradowski (1836–1890). Deze had in 1863 een leidende rol gespeeld in de mislukte Poolse opstand tegen de Russen, en was berooid naar Brussel gevlucht. Het paar ging in Galicië en Oekraïne wonen bij familie, maar keerden na tien jaar terug naar België in verband met een slechte gezondheid van de echtgenoot. Hij stierf in 1890 na een lange ziekte in hun Elsense huis (Veydtstraat 48).
In het najaar van 1889 was een verre neef van haar echtgenoot – Józef Korzeniowski, die later ging schrijven onder de naam Joseph Conrad – naar Brussel gekomen om zijn jongensdroom waar te maken: vertrekken naar het onbekende hart van Afrika. Ze ontmoette hem op 5 februari 1890, twee dagen vóór de dood van haar man. Met een aanbevelingsbrief van Poradowski kreeg Conrad een sollicitatiegesprek bij koloniaal pionier Albert Thys. Het leverde slechts een belofte voor de toekomst op, maar dankzij de steun van zijn invloedrijke tante werd die al in april 1890 vervuld. Poradowska, inmiddels weduwe, ging eerst in Rijsel wonen, daarna aan de Rue de Passy 84 in Parijs. De band tussen Poradowska en Conrad is als een romance geduid, of in de woorden van Simon Leys "een tegelijk amoureuze en moederlijke tederheid". Hun relatie hield in elk geval ook een intellectuele uitwisseling in. Niet toevallig neemt de verteller in Heart of Darkness afscheid van zijn tante in een stad die hij omschrijft als een whited sepulchre (een 'gewit graf').
Poradowska was in deze periode een gevestigd auteur van Franse fictie. Haar Demoiselle Micia (1889) had een academieprijs gewonnen. Alles samen maakte ze een negental romans, naast vertellingen, kortverhalen en vertalingen uit het Pools (onder meer boeken van Henryk Sienkiewicz). Haar vroege werk verscheen als feuilleton in de Revue des Deux Mondes en nadien in boekvorm. Het waren romantische melodrama's die zich veelal situeerden op het religieus en politiek verscheurde Poolse platteland. Tijdgenoten prezen haar waarnemingsvermogen. De hooggestemde toon en nogal tweedimensionale karakters maken dat Podarowska's werk vandaag nauwelijks nog wordt gelezen. In zijn tijd was het vrij populair en won het verschillende Franse prijzen. Het werd deels in het Duits vertaald.
Van 1904 tot 1924 zetelde Poradowska in de jury van de prijs La Vie heureuse, beter bekend onder de latere naam Prix Femina. Ze onderhield zich met Conrad over literatuur en had een invloed op zijn auteurschap. Met een onderbreking van 1895 tot 1900 bleven ze tot zijn dood corresponderen. Ook met Buls bleef ze in contact (1892-1905).

## Publicaties

### Romans
- Yaga. Esquisse de moeurs ruthènes, 1887
- Demoiselle Micia. Moeurs galiciennes, 1889 (Prix Montyon van de Académie française in 1890)
  - Mischa. Sittenbild aus Galizien, 1892
- Les Filles du pope (pope et popadia), 1892 (Prix Jules Favre van de Académie française in 1895)
- Idylle mazovienne, 1893
- Le Mariage du fils Grandsire, 1894
- Marylka, 1896
- Pour Noémi, 1900 (Prix Montyon van de Académie française in 1901)
  - Die Stimme des Blutes, 1903
- Mariage romanesque, 1903
  - Eine romantische Heirat, 1906
- Hors du foyer, 1912

### Correspondentie
- René Rapin (red.), Lettres de Joseph Conrad à Marguerite Poradowska. Édition critique, précédée d'une étude sur le français de Joseph Conrad, Publications de la Faculté des Lettres, nr. 17, Genève, 1966, OCLC 558802043
- Marcel Bots (red.), Het dagboek van C. Buls, 1987

## Voetnoten
1. ↑  Marcel Bots (red.), Het dagboek van C. Buls, 1987
2. ↑  Le Bonheur des petits poissons, 2008, p. 76

- Bibliothèque nationale de France: cb12731933z (data)
- International Standard Name Identifier: 0000 0001 1724 0762
- Library of Congress Control Number: nr89014472
- Nationale Bibliotheek van Tsjechië: xx0328929
- Nederlandse Thesaurus van Auteursnamen: 070963592
- Réseau des bibliothèques de Suisse occidentale: 02-A021637350
- Système universitaire de documentation: 153852232
- Virtual International Authority File: 166088839
- WorldCat: E39PBJd3Jtf64FXch9gQmGxxDq